# Adam Ważyk
Adam Ważyk, nacido como Ajzyk Wagman (Varsovia, 17 de noviembre de 1905– Varsovia, 13 de agosto de 1982), fue un poeta, ensayista y escritor polaco de ascendencia judía. En los inicios de su carrera, se le asoció con el movimiento vanguardista de Cracovia liderado por Tadeusz Peiper —editor de la publicación mensual Zwrotnica—. Ważyk escribió varias colecciones de poesía en el período de entreguerras, con una temática centrada en gran medida en los estragos causados por la Primera Guerra Mundial.
Como miembro del Partido Comunista Polaco, Ważyk pertenecía a un grupo de escritores de izquierdas activo en la Varsovia de los años treinta. Al estallar la Segunda Guerra Mundial escapó hacia la Unión Soviética, donde publicó artículos para el Czerwony Sztandar ("Bandera roja"). Más tarde, se alistó en el Primer Ejército Polaco como comisario político. Finalizada la guerra se convirtió en una personalidad muy influyente. Inicialmente gran entusiasta del comunismo, más tarde se volvió bastante crítico con el mismo. Su "Poema para adultos" marca el fin de la era del realismo social en la literatura polaca.

## Carrera
Durante la guerra, Ważyk luchó junto a las tropas soviéticas en el frente oriental y terminó su servicio militar encuadrado en el victorioso escuadrón de Lublin. Todavía en el Ejército polaco, fundó Kuźnica, un semanario literario marxista, que finalmente se fusionó con Nowa Kultura. Ważyk ejerció como editor de Kuźnica de 1946 a 1950, y desde 1950 hasta 1954 fue editor de la gaceta literaria Twórczość. Aunque Ważyk inicialmente apoyó de forma decidida el estalinismo, terminó rechazándolo y criticó los efectos del estalinismo en Polonia en el momento de su inminente colapso.

### Poema para adultos
Ważyk es mayormente reconocido por su Poema para adultos ("Poemat dla dorosłych"), que escribió en el verano de 1955 —al comienzo de la revolución polaca de octubre—. El poema se publicó en la edición del 21 de agosto de 1956 de Nowa Kultura, un semanario de letras polaco con sede en Varsovia (se trataba de una publicación oficial de la Asociación de Escritores Polacos controlada por los comunistas). La composición, en quince partes, describe la triste realidad de la vida bajo la Polonia estalinista y la falsedad inherente a la propaganda dogmática.
En la parte cuarta, Ważyk se expresa con franco y deliberado desprecio hacia los trabajadores de la construcción: una abigarrada cuadrilla de desclasados que se hacinan en chozas, barracones y hoteles ("zbieraną hałastrą tłoczą się w szopach, barakach, hotelach") guiados por sus ambiciones vulgares ("wielka migracja, skudlona ambicja") y deshumanizando la nueva Polonia ("masa wędrowna, Polska nieczłowiecza"). El poema incluye un verso memorable que alude al socialista utópico francés Charles Fourier (parte 12): Beben agua salada mientras pregonan: ¡limonada! Regresan a casa a hurtadillas para vomitar. Finaliza con una insistente llamada (parte 15) a una sociedad justa y amable levantada por el Partido Comunista ("Upominamy się na ziemi o ludzi spracowanych [...] upominamy się codziennie, upominamy się Partią").
El poema tuvo un éxito inmediato debido a sus fuertes críticas a la Polonia estalinista. Su divulgación fue considerada como el mayor ejercicio de crítica política editado por la prensa bajo control comunista hasta la fecha. Tras su publicación, el gobierno cesó al director de Nowa Kultura, Paweł Hoffmann, y realizó cambios en su equipo de redacción. Ważyk fue obligado a guardar silencio por una temporada. Los periódicos y otros órganos oficiales del partido recibieron instrucciones para denunciar a Ważyk y su poema. La Asociación de Escritores Polacos convocó una reunión extraordinaria para condenar y expulsar a Ważyk, aunque un buen número de escritores apoyaron a Ważyk quien, finalmente, no fue apartado.
A pesar de los intentos del gobierno por censurar el poema tras su conocimiento público, este fue leído masivamente por toda Polonia. Los ejemplares donde aparecía impreso se agotaron, y empezaron a venderse a precios elevados en el mercado negro. También circularon gran número de copias del poema escritas a mano. Su publicación otorgó a Ważyk gran notoriedad como voz disidente del estalinismo, alabado no solo por dichas críticas sino también por el coraje de hacerlas públicas. Tras terminar desencantado con Gomułka y el comunismo polaco, Ważyk (junto con muchos otros) abandonó el partido en 1957. Durante los siguientes años se ganó la vida como traductor.

## Valoración
El historiador adscrito a la New Left E. P. Thompson vio en Ważyk un «predecesor de la Revolución de Octubre Polaca» de 1956. Así mismo, lo consideraba un referente de entre los intelectuales comunistas del bloque soviético, portavoz de una crítica del estalinismo realizada a partir de los principios del humanismo socialista.